# DSB EA sorozat
A DSB EA sorozat Dánia első, univerzális jellegű Bo'Bo' tengelyelrendezésű villamosmozdony-sorozata. Később, 1999-ben a mozdonyokat felosztották az akkori DSB Gods és a DSB között. Összesen 22 db készült a sorozatból.

## Története
Az első kettő mozdonyt a Henschel gyártotta a németországi Kassel-ben, majd a többit a Scandia Dániában. A tervezésnél a DB 120 sorozatból indultak ki, de azt 25 kV 50 Hz-re adoptálták, új mozdonyszekrényt terveztek és csak dán ATC vonatbefolyásolóval szerelték fel. Tervezési szemponyt volt, hogy a mozdonyok az 1100 tonnás vonatot 120 km/h sebességgel tudják vontatni vízszintes pályán, illetve az 1400 tonnás tehervonatot a 15.6 ezrelékes emelkedőn (azaz a tengeralatti alagút emelkedőjén) meg tudja indítani. 2001-ben a DSB Gods csődbe ment, ezért 12 mozdonyt átvett a Railion (3011-3019 és 3021 számú mozdonyok) tehervonati célokra.  A DSB-nél maradt 10 mozdony, ezekből 4 darabot eladtak Bulgáriába 2007-2008-ban a Bulmarket magánvasútnak, mára csak 6 darab maradt.

## Alkalmazás a DSB-nél
2009-ben a DSB megmaradt 6 mozdonyából kettő ingavonatozik munkanapokon Koppenhága és Slagelse között, egy az EuroNight-vonatokat továbbítja Padborg-Koppenhága-Padborg között, illetve egy mozdony pénteki és vasárnapi vonatokat továbbít. Az ingavonati üzemhez a ZWS rendszer van a mozdonyokba beépítve.

## Alkalmazás a DB Schenker Rail Scandinavia A/S-nél
Az időközben DB Schenker Rail Scandinavia A/S névre átkeresztelt teherforgalmi cégnél a mozdonyok besegítenek a Malmö-Padborg teherforgalmi korridor forgalmába, együtt a DSB EG 3100 és a skandináviai üzemre alkalmas DB 185-ös mozdonyokkal. Az utolsó 4 mozdony végül 2009. december 15-én továbbított utoljára tehervonatot Dániában, ezután Koppenhágában előkészítik őket is eladásra.

## Alkalmazás Bulgáriában
A Dániából használtan megvásárolt mozdonyokat a Bulmarket magánvasút Rusze-ben fokozatosan felújítja és 86-os sorozatként üzembeállítja.
(UIC-pályaszám: 91 52 2086 001-8-tól felfelé)

## A mozdonyok nevei
Valamennyi EA-mozdonyt híres mérnökökről, művészekről nevezték el:
| Pályaszám | Név              |
| --------- | ---------------- |
| 3001      | H.C. Ørsted      |
| 3002      | Niels Bohr       |
| 3003      | Heinrich Wenck   |
| 3004      | Ole Rømer        |
| 3005      | William Radford  |
| 3006      | Valdemar Poulsen |
| 3007      | Kirstine Meyer   |
| 3008      | Otto Busse       |
| 3009      | Anker Engelund   |
| 3010      | Søren Hjorth     |
| 3011      | Thomas B. Thrige |
| 3012      | A.R. Angelo      |
| 3013      | Wilhelm Hellesen |
| 3014      | C.E. Krarup      |
| 3015      | Nielsine Nielsen |
| 3016      | A.W. Hauch       |
| 3017      | Emil Chr. Hansen |
| 3018      | Niels Finsen     |
| 3019      | P. O. Pedersen   |
| 3020      | G.F. Ursin       |
| 3021      | P.W. Lund        |
| 3022      | Søren Frich      |